# Participation mystique

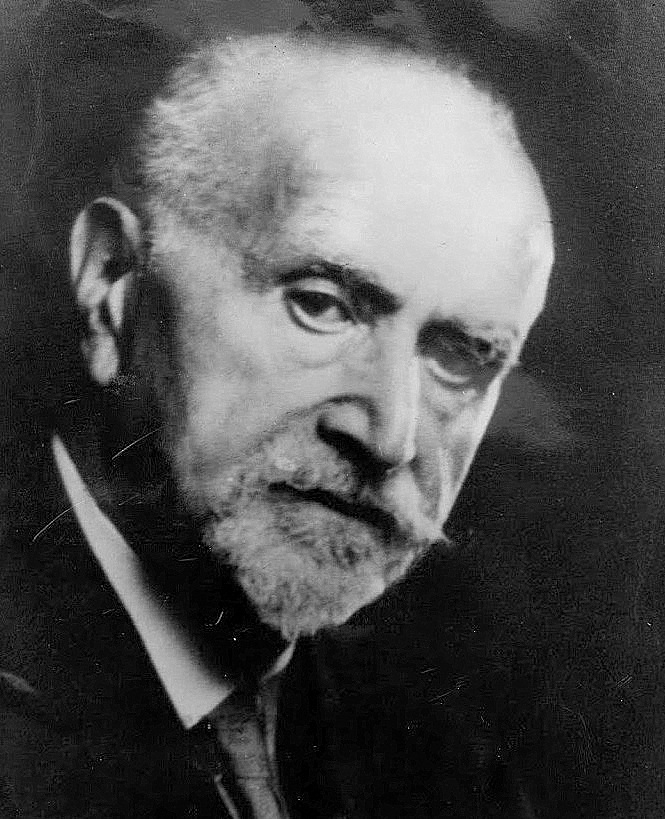
Lucien Lévy-Bruhl

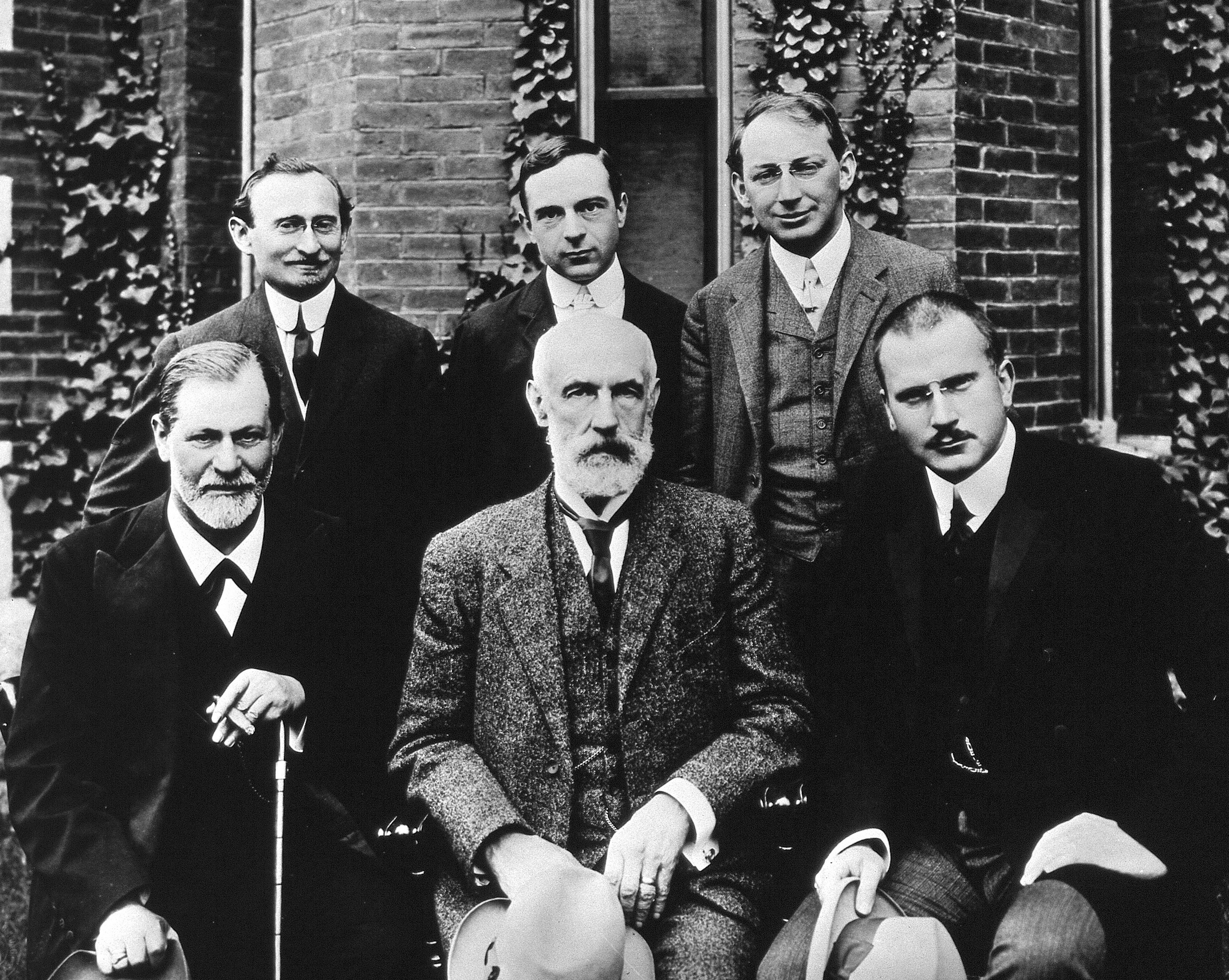
Gruppenphoto 1909 vor der Clark University. Vorne: Sigmund Freud, Granville Stanley Hall, Carl Gustav Jung. Hinten: Abraham A. Brill, Ernest Jones, Sandor Ferenczi.

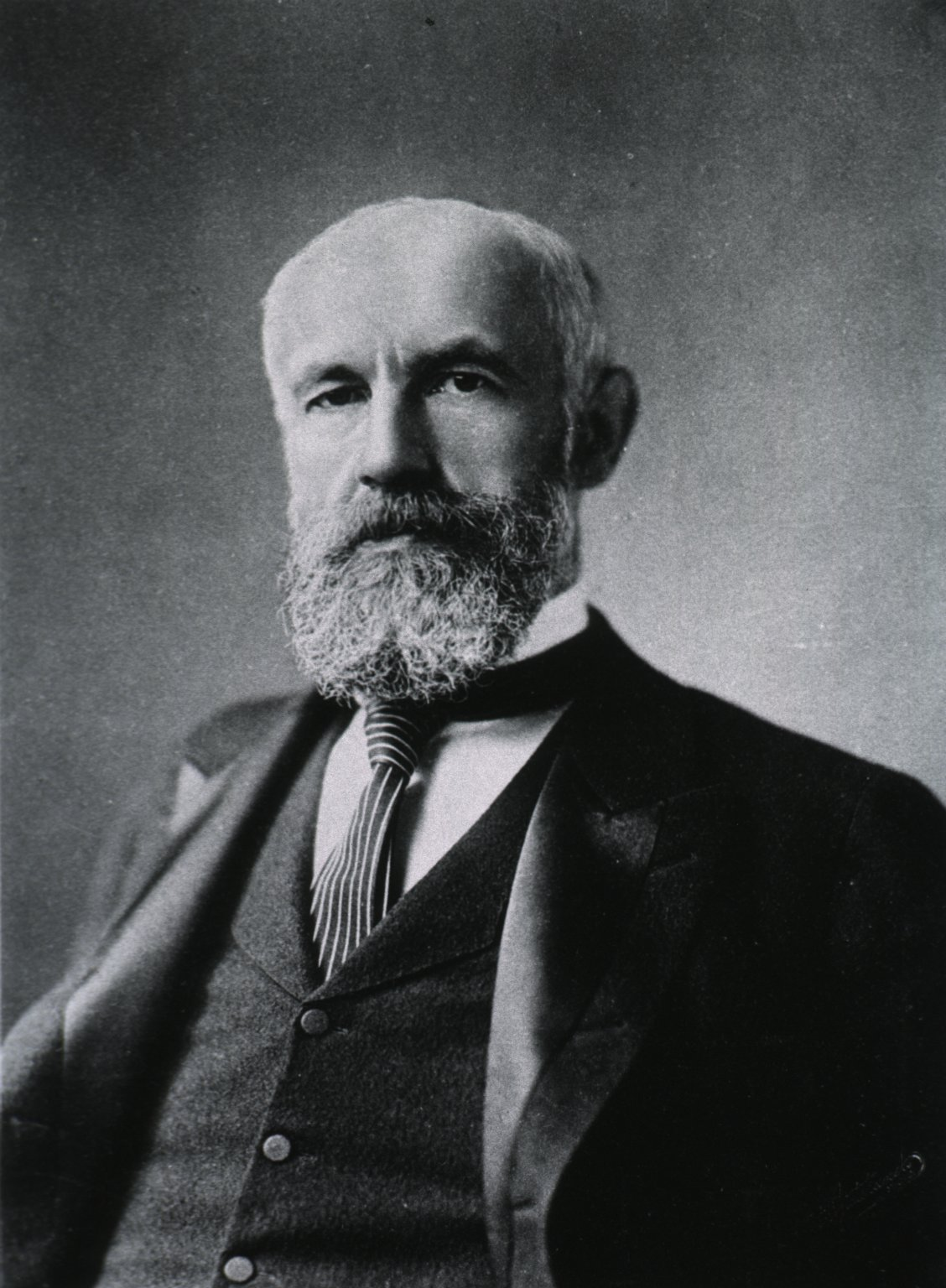
Granville Stanley Hall, circa 1910

Participation mystique (französisch) ist eine ethnologische Theorie, die eine besondere Art der seelischen Verbundenheit beschreibt. Der Ausdruck stammt von Lucien Lévy-Bruhl (1857–1939), der ihn 1910 auf dem Hintergrund kulturgeschichtlicher Betrachtungen und einer vergleichenden Entwicklungsgeschichte der Völker bildete. Sein diesbezügliches Werk kann auch in Beziehung zu Sigmund Freuds (1856–1939) zeitgenössischen ethnologischen Studien über die Hintergründe neurotischer Erkrankungen des modernen Zivilisationsmenschen gesetzt werden.

## Nähere Begriffsbestimmung
Die „mystische Teilhabe“ (participation mystique) kann aufgefasst werden als Verbundenheit mit allen irdischen und göttlichen Wesen, mit dem kulturellen Umfeld, der Familie und der Natur. Gemäß der Definition von Mystik nach der abgeleiteten Bedeutung von altgriechisch μύω (myo) = die Augen verschließen und μυστικός (mystikos) = geheimnisvoll treten beim mystischen Denken sinnliche Eindrücke zurück – zugunsten von zwar unscharf und verschwommen „geschauten“ Erlebnisgehalten, die allerdings einen eher ganzheitlichen Charakter aufweisen. Der von Lévy-Bruhl gebrauchte Begriff der „primitiven Mentalität“ (1922) darf daher nicht in qualitativ abwertendem Sinne verstanden werden. Vielmehr scheint gerade die bei den Naturvölkern zu beobachtende ursprüngliche und archaische Verbundenheit und das für sie charakteristische prälogische Denken für eine besondere emotional-affektive Qualität zu sprechen. Dieser Denkstil darf daher auch keineswegs nur als graduelle Abstufung des logischen Denkens aufgefasst werden. In den modernen Industrienationen und den durch Rationalismus und Individualismus geprägten Gesellschaften sprechen Vereinzelung und Entfremdung einschließlich des Unbehagens in der Kultur für den Verlust einer solchen Qualität.
Der oft vorhandenen Überbetonung des äußeren Objekten zugewandten, westlichen Denkens und der durch sie bedingten objektivistischen Bewusstwerdung steht die eher nach innen gewandte und intuitiv ausgerichtete Haltung östlicher Mentalität gegenüber. Beide Richtungen können auch als aufeinander abstimmbar gelten im Sinne einer wechselseitigen Harmonisierung.

## Geschichtliche Theorien
Nach dem Prinzip des psychogenetischen Grundgesetzes von Stanley Hall (1904) ist Ethnologie in ihrer menschheitsgeschichtlichen Dimension ein Spiegelbild der individuellen Entwicklungspsychologie. Das psychogenetische Grundgesetz Halls entspricht dem biogenetischen Grundgesetz Haeckels und soll darüber hinaus einen ontogenetischen Zusammenhang zwischen Psychogenese und Phylogenese ausdrücken nach dem Motto: „Die körperliche und psychische intrauterine und postpartale Kindheitsentwicklung wiederholt die Geschichte der Stammesentwicklung von Mensch und Tier“.
Die ethnologischen Grundlagen dieser u. a. auch psychologischen Theorie sind Gegenstand z. B. der Ethnopsychiatrie und Ethnopsychoanalyse. Ähnliche theoretische Grundlagen hat Freud mit seiner Lehre vom Primären Narzissmus und in seinen Schriften Totem und Tabu (1912) und Der Mann Moses und die monotheistische Religion (1939) vertreten.Otto Rank, ein Schüler Freuds, hat 1909 die Urgeschichte der Subjektivität in einer kleinen Schrift beleuchtet und die Inhalte des Primärprozesses offengelegt. Mythen stellen daher nicht nur den symbolischen Ausdruck von Urerlebnissen bestimmter Völker dar, sogenannte Gründungsmythen (Moses, Ödipus), sondern sie verkörpern auch wesentliche individuelle, psychogenetisch wichtige Begebenheiten (sog. Life-events in der Stresstheorie, Ödipuskomplex als klassische psychoanalytische Theorie, archetypische Erfahrungen nach C. G. Jung).
Nach C. G. Jung ist Participation mystique ein „Überbleibsel der uranfänglichen Ununterschiedenheit von Subjekt und Objekt, also des primordialen unbewussten Zustandes“,(a) ein unbewusstes Vorstadium der Subjekt-Objekt-Spaltung. Es beruht auf der emotional erlebten Identität der Naturvölker mit der Natur und dem eigenen Stamm oder auf der gefühlsmäßig erlebten Identität des Kleinkindes mit seinen Bezugspersonen, insbesondere mit der Mutter. Letzteres wird von der Psychoanalyse als Übertragungsverhältnis bezeichnet. Entsprechende Phänomene bei den Naturvölkern beruhen gewissermaßen auf einer magischen Beziehung zur Natur und zum Kollektiv. Die Interpretation der von Lévy-Bruhl beschriebenen Participation mystique ist nicht nur von Bedeutung in entwicklungsgeschichtlicher Hinsicht, sie macht z. B. auch Aspekte des Kollektivbewusstseins verständlich. Jung befasste sich mit Lévy-Bruhl zur Verdeutlichung seiner Theorie des kollektiven Unbewussten, die ihn in Gegensatz zu Sigmund Freud brachte, siehe auch die unterschiedlichen Deutungsmethoden auf der Objektstufe und auf der Subjektstufe.

## Logik und Linguistik
Der bereits oben genannte Gesichtspunkt des Primärprozesses umfasst auch Probleme der vergleichenden Sprachwissenschaft oder der Logik wie z. B. die kulturelle bzw. entwicklungsgeschichtliche Bedeutung des Satzes vom Widerspruch (Stil des sog. primitiven Denkens). Erich Fromm hat z. B. in diesem Zusammenhang auf die Paradoxe Logik hingewiesen, die einen Bezug zur Gottesvorstellung hat. Carl Gustav Jung bezeichnet diese Denkform als Enantiodromie.(b) Es handelt sich bei der Participation mystique also nicht nur um eine Verbundenheit mit Personen oder um eine Verbundenheit mit zeitlich weit auseinanderliegenden Perioden, sondern auch um eine logische Verbundenheit völlig gegensätzlicher Vorstellungen. Man kann sich kulturelle Entwicklung so vorstellen, dass das Hervortreten einer Möglichkeit von zwei logischen Alternativen durch kollektives Verdrängen der anderen Möglichkeit hervorgerufen wird. Im Rahmen individueller Betroffenheit (Neurose) kann man durch die Verdrängung ebenfalls das störende Hervortreten bestimmter einseitiger Bewusstseinsinhalte erklären.